# 中国民兵
中国民兵（ちゅうごくみんぺい）は、中華人民共和国の準軍事組織である。

## 概要
中華人民共和国国防法22条に人民解放軍現役部隊および予備役部隊、人民武装警察部隊と並んで中華人民共和国武装力量として民兵組成が記載されている。また、同22条の後半部分には「民兵は軍事機関の指揮下で戦備勤務、防衛作戦任務、社会秩序の維持と補佐を担う」と規定されている。
同様に中華人民共和国兵役法第六章（36条〜38条）では民兵の位置づけや役割、任務が規定され、
さらに細則については民兵工作条例および当条例に従って公布、施行された各地方政府発布の条例等で規定されている。
各地の民兵は中華人民共和国の各地方政府の人民武装部と人民解放軍の二重リーダー制により管理されている。各地方政府の人民武装部は地方政府の幹部がリーダーとなっている。
全国統一的な「民兵」部隊というまとまった1つの大きな組織ではなく、広大な国土の地域ごとの特性に応じた民兵組織の集合体であり、その組織も規模が大きなものは1つの社会を形成している。平時は民間人と同様にあらゆる産業(工業、農業、漁業、他)、業務（生産、輸送、警備、護衛、監督、他）に従事しているが、法律の規定により状況に応じた一定の軍事訓練が課されている。
大学にも民兵組織があり、サイバー戦部隊も存在している。
新型肺炎COVID-19の流行においても民兵が動員され、防疫等の活動に従事している。
民兵は、正規兵の兵役を終えたもの、正規兵から削減されたものなどの受け皿としても機能している。中華人民共和国駐日本大使館によれば「民兵は国の武装力の構成部分である。民兵は軍事機関の指揮のもとで戦争に備える勤務、防衛作戦任務を担い、社会秩序の維持に協力する。総参謀部は全国の民兵活動を主管し、各軍区は当該区域の民兵活動に責任を負い、省軍区は当該地区の民兵指導と指揮機関である。」とされ、中国人民解放軍の軍区の指揮下にあるとされる。2004年国防白書で初めて1000万人と発表した。2011年の中国共産党の発表によれば800万人にまで削減されている。